# Eudule striata
Eudule striata är en fjärilsart som beskrevs av Druce 1898. Eudule striata ingår i släktet Eudule och familjen mätare. Inga underarter finns listade i Catalogue of Life.